# Anton Pauker
Anton Pauker (Fleißen sinds 1945 Plesná, 29 september 1875 – Lyss, 20 mei 1958) was een Boheems componist en dirigent.

## Levensloop
Pauker werd in de jaren 1890 lid van de Militaire muziekkapel van de Tiroler Kaiserjäger in Innsbruck. Vervolgens werkte hij als muzikant in orkesten en speelde onder andere in Baden bei Wien onder leiding van Gustav Mahler en Karel Komzák (zoon). In 1903 vertrok hij naar Arbon (Zwitserland) en werd aldaar dirigent van de Stadtmusik Arbon. In deze functie bleef hij tot 1912. Vervolgens werd hij dirigent van de Stadtmusik Schaffhausen, de Stadtmusik Thun en de Musikgesellschaft Lyss.
Als componist schreef hij verschillende werken voor harmonieorkest.

## Composities

### Werken voor harmonieorkest
- Abendstimmung, voor flügelhorn, tenorhorn/bariton solo en harmonieorkest
- Bild der Rose, voor tenorhorn/bariton solo en harmonieorkest
- Des Wanderers Traum, voor tenorhorn/bariton solo en harmonieorkest
- In Reih' und Glied, mars
- Mit frischem Mut, mars
- Regimentskameraden
- Schweizerische Waffenehre, mars
- Was Großpapa erzählt, voor twee tenorhorns/baritons solo en harmonieorkest